# Reckoner
"Reckoner" är det sjunde spåret på Radioheads album In Rainbows. Den släpptes som albumets fjärde singel den 23 september 2008. Den släpptes via Radioheads remix-website, och precis som med "Nude" gjordes det möjligt för fans att remixa individuella delar av låten, till exempel pianot eller gitarren. Radiohead lät James Holden och Diplo göra den första remixen av "Reckoner".
"Reckoner" listades som #254 på Pitchfork Medias "Top 500 songs of 2000".

## Historik
23 juni 2001 framförde Radiohead en låt med arbetstiteln "Reckoner" under en konsert på ”Gorge Amphitheatre i George, Washington på deras Amnesiac tour. Låten som även kallades "Feeling Pulled Apart By Horses" efter en del av låttexten var en trashig rocksång. Under Trade Justice Movements möte 2005, framförde bandets sångare Thom Yorke den tidiga versionen av "Reckoner" på akustisk gitarr. Yorke blev senare tillfrågad om bandets planer för "Reckoner" och han deklarerade att den var "dead and buried". Låten, även om den fanns med på planeringsstadiet, spelades inte i någon version på bandets turné 2006 där det mesta av In Rainbows-materialet introducerades live.
"Reckoner" på In Rainbows skiljer sig betydligt från den tidigare versionen av låten. När albumet kom ut i oktober 2007 sa kritiker och fans som hade hört båda versionerna att den inspelade versionen på albumet var lugnare och tog form av en ballad sjungen i falsett med dominanta inslag av slaginstrument, påträngande, mjukare gitarriff och att låttexten var fullständigt annorlunda. Albumversionen kännetecknas också av ett strängarrangemang av gitarristen Jonny Greenwood.  
Sent år 2007 medverkade bandmedlemmarna i en intervju hos BBC Radio 1 i vilken de förklarade att den nya "Reckoner" skapades ur ett försök till att spela in den tidigare låten med samma titel. Senare försökte Greenwood och Yorke att lägga till en coda till originalversionen och slutligen bestämde sig bandet för att överge allt förutom den nya codan, som sedan blev "Reckoner".
När låten spelas live är Yorkes gitarrackord mer framstående i outro-delen av låten. Den här delen spelas på en akustisk gitarr i studioversionen. Ackorden har en vag harmonisk likhet med introt i originalversionen. 
"Reckoner" är med i filmen Choke från 2008, baserad på en roman av Chuck Palahniuk. Den var också med i säsong 2 i TV-dramat Life och används också i slutscenen av eco-dokumentären The Age of Stupid.
Gnarls Barkley har på sina turnéer framfört sången åtskilliga gånger.

## Musikvideo
Den officiella musikvideon till "Reckoner" är ett resultat av en videotävling som Radiohead arrangerade i samarbete med den webbaserade animeringsstudion Aniboom. Fans uppmuntrades att skapa sina egna musikvideor till låtarna från albumet In Rainbows. Vinnare i tävlingen blev Clement Picon även kallad Virtual Lasagna på Aniboom.

## Listplaceringar
| Lista                             | Högsta position |
| --------------------------------- | --------------- |
| Storbritannien (UK Singles Chart) | 74              |